# 禾加阿斯特拉罕足球會
禾加阿斯特拉罕足球會（俄语：Футбольный Клуб "Волгарь" Астрахань）是一支為於俄羅斯阿斯特拉罕的職業足球會，現時於俄甲作賽。